# Mylochromis ensatus
Mylochromis ensatus és una espècie de peix de la família dels cíclids i de l'ordre dels perciformes.

## Morfologia
- Els mascles poden assolir 20,7 cm de longitud total.[1][2]

## Hàbitat
Viu en zones de clima tropical entre 15-23 m de fondària.

## Distribució geogràfica
Es troba a Àfrica: llac Malawi.